# 豹耳螺
豹耳螺（学名：Pythia scarabaeus），原始有肺目耳螺科扁耳螺属的一种。主要分布于台湾，常栖息在潮间带岩礁、海岸。

## 參看
- 娜娜耳螺